# Opuntia leucotricha
Az Opuntia leucotricha Mexikó Durango államából és annak környékéről származó, gyorsan növő, dúsan tövises fügekaktusz faj. Eredeti termőhelyén több méter magas fává fejlődik. A fiatal példányok mutatósak, de gyors növekedése miatt dísznövénynek kevéssé alkalmas. A 10–15 cm hosszú szártagok ovális alakúak. Megjelenését az aránylag sűrűn álló, sárga glochidás areolákból többnyire lefelé növő sertetövisek nagyon díszessé teszik. Virága nagy, sárga.